# Азофоска

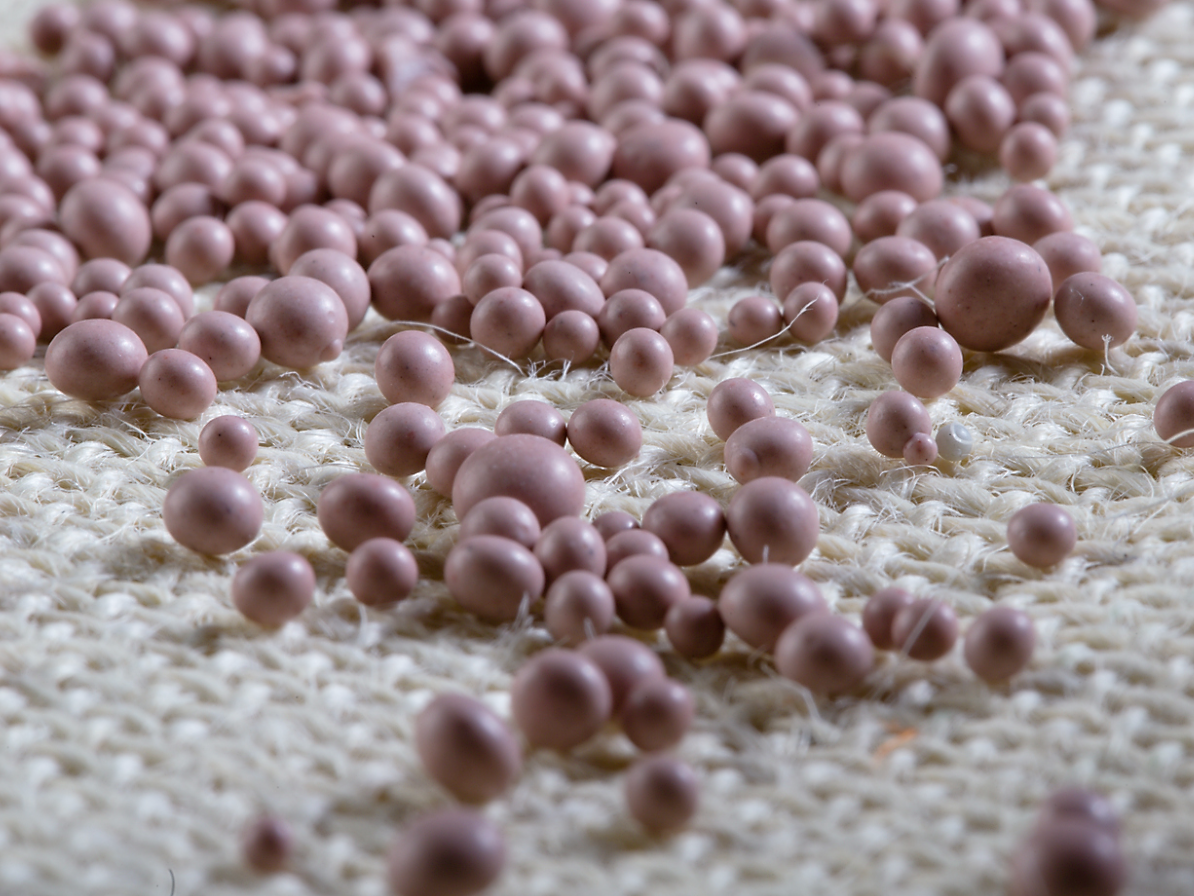
Азофоска

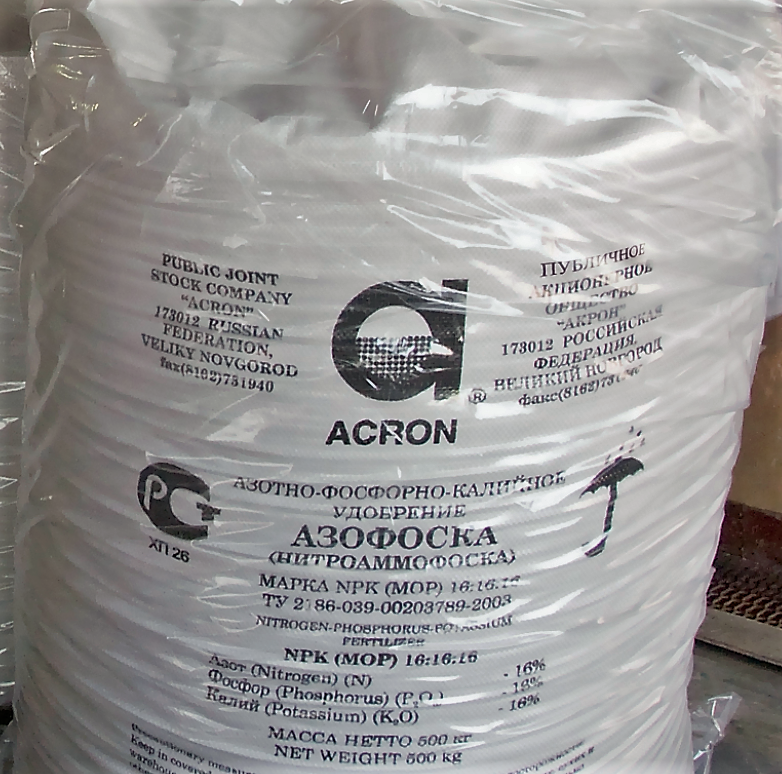
Азофоска

Азофоска (нитроаммофоска, NPK) — комплексное, твердое, сложное, гранулированное азотно-фосфорно-калийное удобрение. Содержит фосфор в полностью водорастворимой форме. Применяется для допосевного (основного) и припосевного (припосадочного) внесения, а также для подкормок независимо от типов почв.
Азофоска относится к нитроаммофосфатам, содержит три действующих вещества: азот, фосфор и калий. Массовая доля микроэлементов и процент содержания воды разнятся от марки к марке. Основные условия: содержание азота, фосфора и калия приблизительно равное, рассыпчатость всегда соответствует 100 %.
Существуют дозировки NPK 16:16:16, NPK 19-9-19, NPK 22:11:11, рекомендуемые для разных типов почв.
NPK 16:16:16 — классическая дозировка, используемая на почвах, в которых нет недостатка в микроэлементах;
NPK 19-9-19 — в этой дозировке фосфор включен в меньшем количестве, применяется для почв, богатых подвижным фосфором;
NPK 22:11:11 — имеет большое количество азота, благодаря чему можно восстановить плодородие многих «мёртвых» почв.

## Физические характеристики
- удобрение азофоска не токсично и не взрывоопасно, однако относится к пожароопасным трудно горючим веществам;
- не вступает в реакцию горения в печи при температуре 900 °C.
- аэровзвесь не воспламеняется и не взрывается при попадании на разогретую до 1000 °C спираль при концентрации пыли 260 г/куб.
- является слабым окислителем и может активировать горение органических веществ при температуре 800—900 °C.
- азофоска хорошо растворима в воде, является безбалластным удобрением. Питательных веществ в нем может содержаться более 55 %.
- имеет низкую гигроскопичность и слеживаемость. Низкое содержание влаги позволяет продукту хорошо рассеиваться, что облегчает механизированное внесение удобрения в почву.

## Применение
Азофоска применяется в сельском хозяйстве при основном (осеннем) и припосевном внесении, а также для некорневой подкормки зерновых, картофеля, сахарной свёклы и других культур. Действие азофоски лучше всего проявляется при длительном применении удобрений в севообороте. При этом значительный положительный эффект наблюдается не только от прямого внесения в первый год, но и от последействия в последующий период. Как полностью водорастворимое удобрение нитроаммофоска может применяться при фертигации.
В почве азофоска (нитроаммофоска) диссоциирует на различные ионы: нитрат-ион NO3- , ион аммония — NH4+ , фосфат ионы — H2PO4-, HPO42- и PO43-.

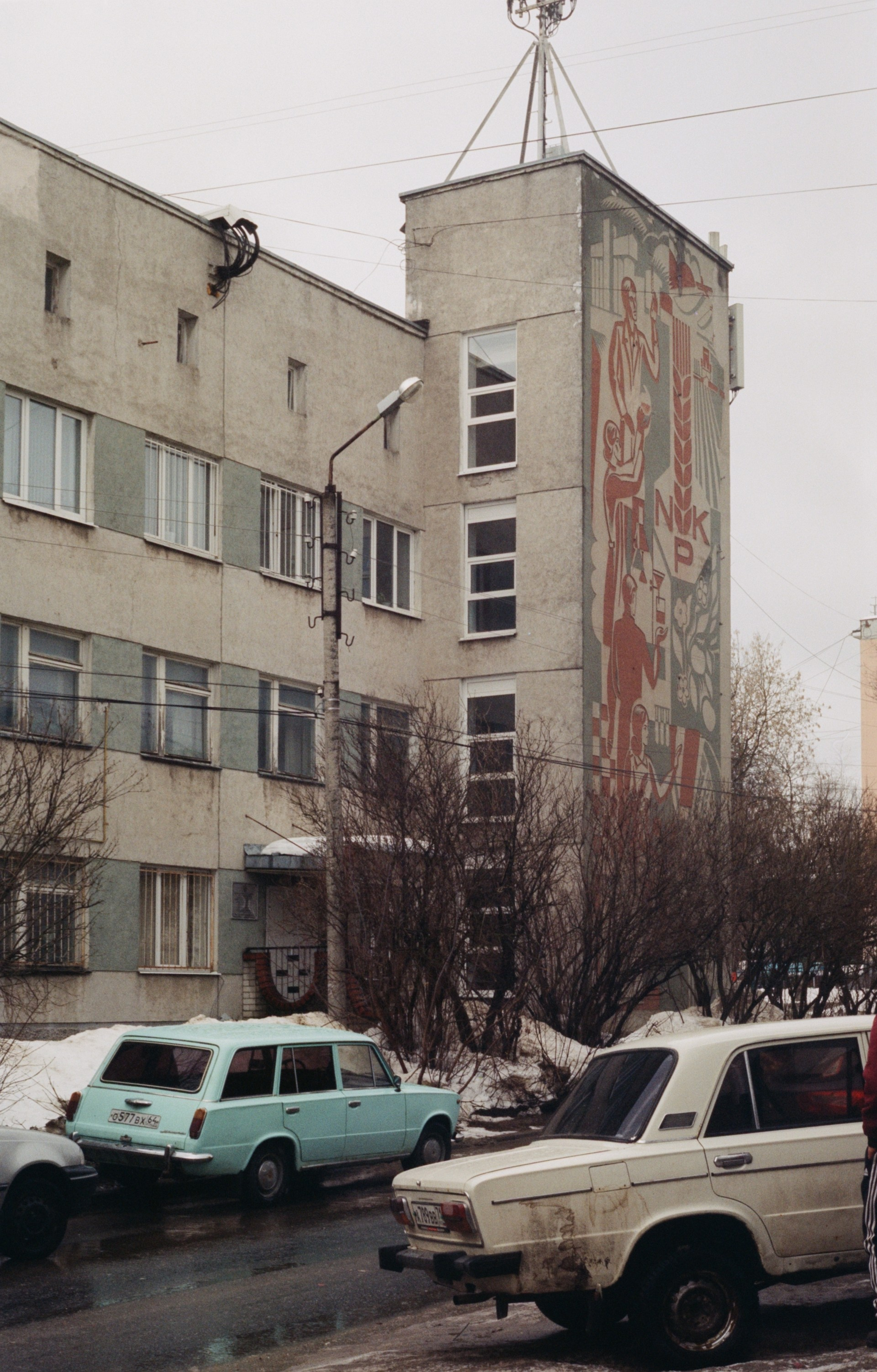
Советское сграффито в Калуге, пропагандирующее удобрение NPK

Азофоску применяют на: дерново-подзолистой почве, чернозёмах, каштановых почвах и серозёмах.

## Производство
Сырьём для получения азофоски служат экстракционная или термическая фосфорная кислота, слабая азотная кислота и соли калия. Технологические схемы отличаются методами нейтрализации фосфорной и азотной кислот.
В основе процесса разложения фосфатов азотной кислотой лежит реакция
Ca5F(PO4)3 +10HNO3 = 3H3PO4+ 5Ca(NO3)2+ HF (2.5.6),
в результате проведения которой образуется азотнокислотная вытяжка — раствор, содержащий нитрат кальция и свободную фосфорную кислоту. Существует ряд методов дальнейшей обработки азотнокислотной вытяжки. Во многих процессах вытяжку нейтрализуют аммиаком, получая фосфаты аммония (NP-удобрения). Если перед гранулированием нейтрализованной пульпы к ней добавляют соли калия (KCl, K2SO4), то получают тройное NPK-удобрение — нитроаммофоску.
Нитроаммофоска марки 17:17:17 получается в результате введения как калийного компонента хлористого калия. При введении сернокислого калия получается марка 16:16:16.